# Aimery de Lusignan
Aimery de Lusignan, Aimery Cypryjski (ur. ok. 1275, zm. przed 19 kwietnia 1316 roku w Kyrenii) – regent i uzurpator Cypru od 5 czerwca do 26 sierpnia 1310 roku, konstabl Cypru w 1303 i od 1303 do 1310 roku. Pochodził po kądzieli z dynastii z Lusignan, a de facto po mieczu z rodu z Poitiers (wywodzącej się od Ranulfa I.
Był on piątym co do starszeństwa synem (z jedenastki dzieci i szóstki synów) Hugo III Cypryjskiego i Izabeli z Ibelinu, córki Gwidona z Ibelinu – konstabla Cypru i Filipy Berlais. Miał wielu braci, m.in. brata Jana (króla Cypru i Jerozolimy 1285-6), kolejnego króla Henryka, Gwidona, Amalryka, a także siostrę Marię, żonę króla Aragonii i Sycylii Jakuba II Sprawiedliwego.
W 1303 roku przeciw władzy chorego na epilepsję Henryka II zbuntował się Gwidon, jednak jego spisek został wykryty przez władcę. Po straceniu Gwidona na Aimery'ego przeszedł tytuł konstabla. Wkrótce przypadł on jednak starszemu bratu, Amalrykowi z Tyru, po czym wrócił do Aimery'ego.
W 1306 roku Amalryk zbuntował się przeciw bratu i obalił go. Strącony z tronu Henryk II był przetrzymywany najpierw w Strowolos, a potem u króla Małej Armenii Oszina I, szwagra Amalryka. 5 czerwca 1310 roku zamordowano Amalryka, a Aimery korzystając z tego ogłosił się władcą Cypru. Na wieść o śmierci Amalryka jednak Oszin I wypuścił z niewoli Henryka II. Ten powrócił na wyspę z pomocą szpitalników 26 sierpnia 1310. Władca uwięził brata oraz wielu swoich przeciwników z czasów panowania Aimery'ego i Amalryka. Wkrótce potem Aimery zmarł w niewoli.
Nie miał żony ani dzieci. Po 1310 Henryk II nie niepokojony panował aż do swej śmierci w 1324.